# Wikariusz generalny Państwa Watykańskiego

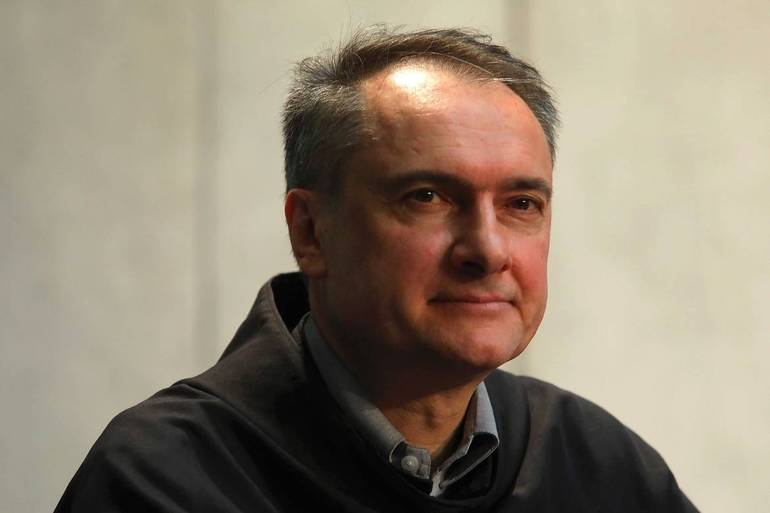
Mauro Gambetti, OFMConv. aktualny wikariusz generalny Państwa Watykańskiego

Wikariusz generalny Państwa Watykańskiego – formalnie tytuł brzmi: Wikariusz generalny Jego Świątobliwości dla Państwa Watykańskiego. Urzędnik kościelny powoływany przez papieża dla zarządu tą częścią diecezji rzymskiej, która pokrywa się z terytorium państwa watykańskiego. Wikariusz wypełnia zwyczajne obowiązki biskupa, w tym sprawuje zarząd nad kościołami i kaplicami w Watykanie. Wikariusz nie przestaje sprawować swej jurysdykcji w czasie sede vacante.
Podobnym stanowiskiem do Wikariusza generalnego Państwa Watykańskiego jest stanowisko wikariusza generalnego Rzymu, który odpowiada za codzienne administrowanie diecezją rzymską. 

## Wikariusze generalni Państwa Watykańskiego
- Agostino Zampini, OSA (9 grudnia 1910 – 7 czerwca 1937)
- Alfonso Camillo De Romanis, OSA (20 sierpnia 1937 – 18 stycznia 1950)
- Petrus Canisius van Lierde, OSA (13 stycznia 1951 – 14 stycznia 1991)
- Aurelio Sabattani (14 stycznia 1991 – 1 lipca 1991)
- Virgilio Noè (1 lipca 1991 – 24 kwietnia 2002)
- Francesco Marchisano (24 kwietnia 2002 – 5 lutego 2005)
- Angelo Comastri (5 lutego 2005 – 20 lutego 2021)
- Mauro Gambetti, OFMConv (od 20 lutego 2021)